# Municipio de Pine (condado de Mercer)
El municipio de Pine  (en inglés: Pine Township) es un municipio ubicado en el condado de Mercer en el estado estadounidense de Pensilvania. En el año 2000 tenía una población de 4.493 habitantes y una densidad poblacional de 67.0 personas por km².

## Geografía
El municipio de Pine se encuentra ubicado en las coordenadas 41°09′00″N 80°07′30″O / 41.15000, -80.12500.

## Demografía
Según la Oficina del Censo en 2000 los ingresos medios por hogar en la localidad eran de $41,423 y los ingresos medios por familia eran $44,694. Los hombres tenían unos ingresos medios de $41,597 frente a los $25,743 para las mujeres. La renta per cápita para la localidad era de $18,015. Alrededor del 5,9% de la población estaban por debajo del umbral de pobreza.